# Криворожский государственный педагогический университет

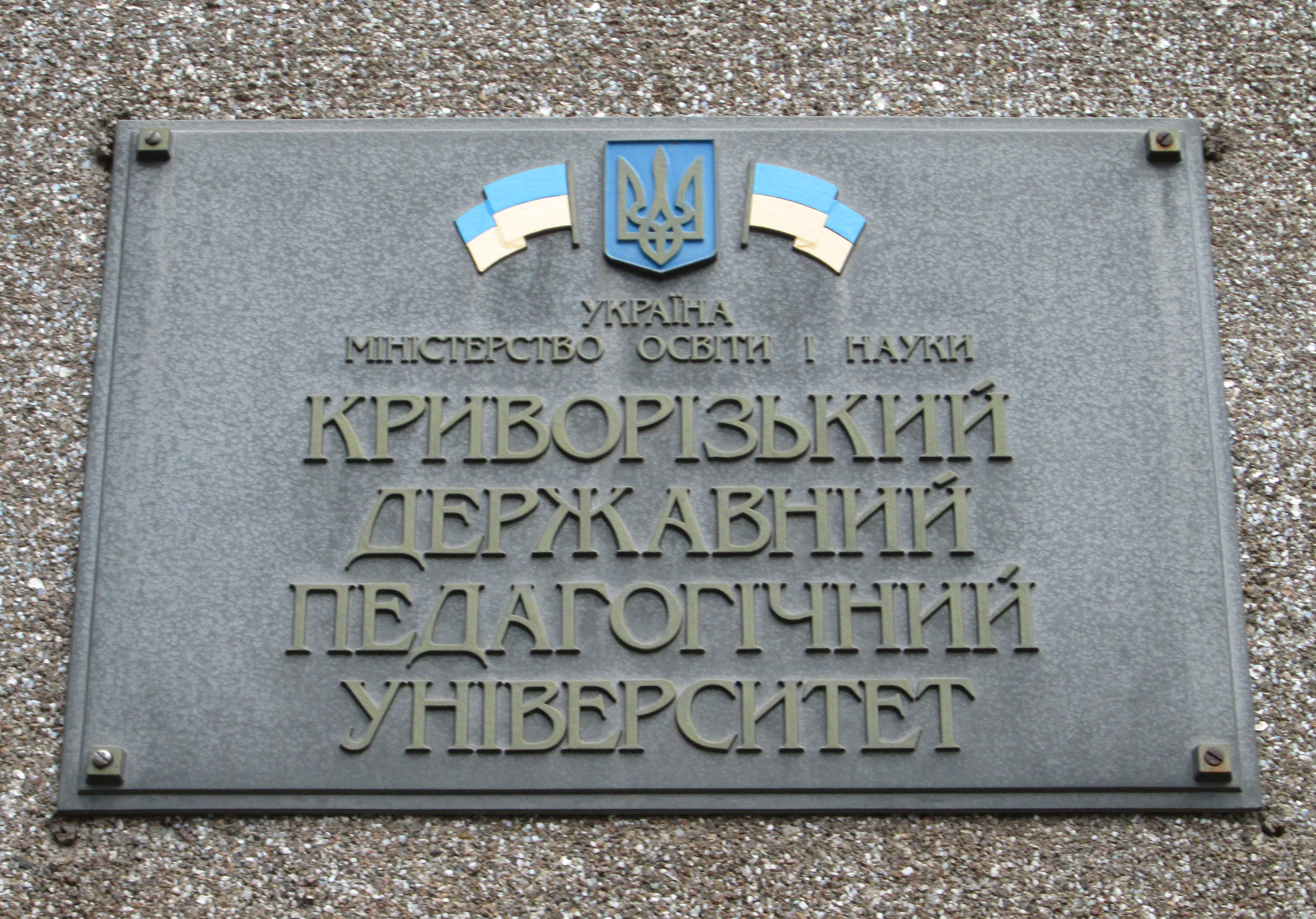

Криворожский государственный педагогический университет (укр. Криворізький державний педагогічний університет) — один из основных вузов Кривого Рога и Украины.
Университет состоит из 9 факультетов, осуществляет подготовку специалистов по 20 специальностям IV уровня аккредитации. За годы своего существования вуз подготовил около 50 000 специалистов для сферы образования, работающих в общеобразовательных школах, профтехучилищах, внешкольных учебно-воспитательных и других учебных заведениях. Более 70% учителей Днепропетровской области являются выпускниками университета.

## История

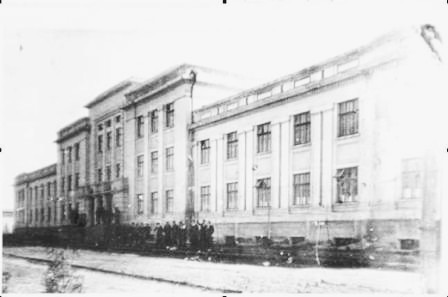
Первый корпус института. 1936 год. Разрушен во время войны

Криворожский государственный педагогический университет основан в 1930 году как институт профобразования. Он готовил учителей физики, математики, истории и политэкономии, языка и литературы. В 1933 году институт профобразования реорганизован в педагогический институт, что позволило уделять больше внимания вопросам педагогики, методики преподавания, связи школы с жизнью. В этом же году был открыт факультет естествознания.
С 1938 по 1952 год при педагогическом институте работало учительское отделение. В довоенный период институт подготовил около 1000 учителей. Занятия в институте после возвращения с эвакуации из Нижнего Тагила возобновились в сентябре 1944 года. За достигнутые успехи в подготовке учительских кадров в 1975 году институт был награждён Почётной грамотой Президиума Верховного Совета УССР.
В годы Второй мировой войны ряд преподавателей и студентов были участниками партизанских отрядов и подпольных групп. Это, в частности, такие лица: Щербина Иван Иларионович, Швец Иван Никифорович, Мошенский Николай Савич, Решотка Харлампий Савич и Петренко Григорий Григорьевич.
С 1992 года в университете функционирует аспирантура, сейчас на кафедрах университета работает более 120 её выпускников. За годы функционирования аспирантуры подготовлено более 110 кандидатов наук. При университете действует специализированный учёный совет по защите кандидатских диссертаций по специальностям теория и методика обучения и теория обучения.
16 марта 1999 года на базе Криворожского государственного педагогического института создан Криворожский государственный педагогический университет. При университете создана система непрерывного образования, направленная на переподготовку учителей, повышения их квалификации; есть подготовительное отделение, постоянно действующие курсы по подготовке к поступлению в университет.
В декабре 2011 года Криворожский государственный педагогический университет совместно с Криворожским техническим университетом вошли в состав Криворожского национального университета, создав многопрофильное высшее учебное заведение нового типа. В 2015 году это решение было отменено.

## Структура
По состоянию на 1 февраля 2017 года в вузе функционирует 8 факультетов для студентов дневной формы обучения:
- физико-математический факультет;
- факультет естествознания;
- факультет украинской филологии;
- факультет иностранных языков;
- психолого-педагогический факультет;
- факультет географии, туризма и истории;
- факультет искусств (художественно-графическое и музыкально-хореографическое отделение);
- факультет дошкольного и технологического образования.

При университете создан учебно-научный комплекс в составе Долгинцевской педагогической гимназии, Криворожского областного лицея-интерната для сельской молодёжи, Долгинцевского гуманитарно-технического лицея, Криворожского коллегиума № 81, криворожских средних общеобразовательных школ № 91 и № 69. В структуру университета входят Желтоводское и Никопольское педагогические училища.

## Корпуса и кампусы

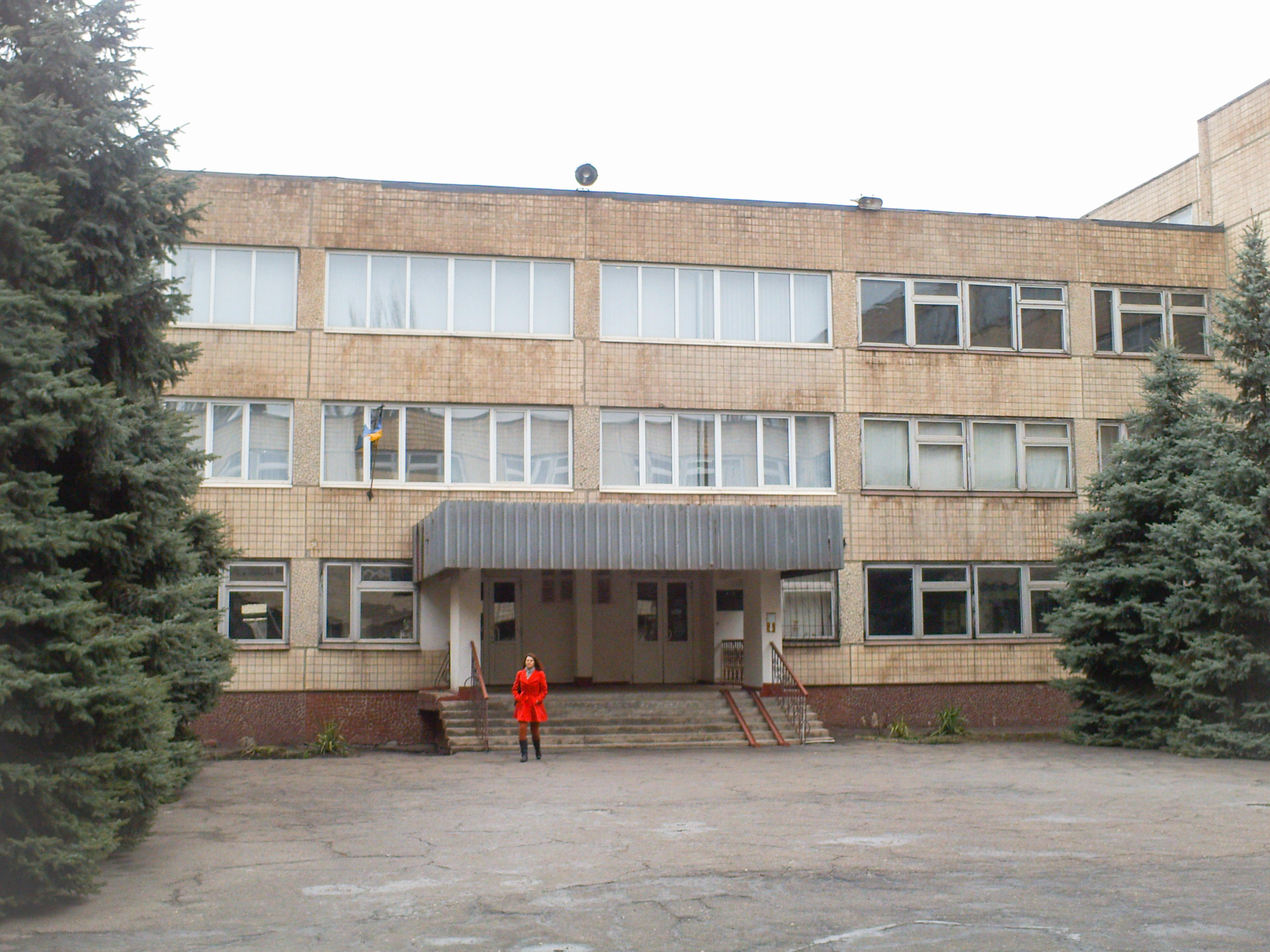
Гуманитарный корпус

В 1966 году был открыт новый учебный корпус, мастерские, стадион, заложен ботанический сад. В 1985 году был построен гуманитарный корпус, в котором учатся студенты факультета украинской филологии, иностранных языков и педагогического факультета. В 1962, 1976, 1983 и 1986 годах построены студенческие общежития на 1914 мест.
Университет расположен в пяти учебных и лабораторных корпусах, имеет учебно-производственный корпус, в состав которого входят мастерские механической и ручной обработки металла, древесины, автокласс; есть виварий, оранжерея и 4 музея. Работает библиотека с книжным фондом около 620 000 экземпляров и пятью читальными залами. Имеется 2 актовых и 2 спортивных зала, студенческий санаторий-профилакторий, 2 столовые, студенческое кафе, 4 буфета.
В 2005 году у главного корпуса была открыта скульптура «Учительница моя», которая является олицетворением учительского труда и стремления к познанию.

## Ректоры
- 1930—1932 — Сочнев Иван Иванович[10];
- 1934—1939 — Киселёв Григорий Тимофеевич;
- 1939—1941 — Аладкин, Сергей Иванович;
- 1944—1951 — Горб Терентий Фёдорович;
- 1951—1961 — Бонь Митрофан Демьянович;
- 1961—1973 — Мазур Феликс Адамович;
- 1973—1979 — Быков Валентин Иванович;
- 1979—2000 — Шевченко Павел Иванович;
- 2000—2010 — Буряк Владимир Константинович;
- с 2010 — Шрамко Ярослав Владиславович.

## Рейтинги
Согласно рейтингу «200 лучших вузов Украины» ЮНЕСКО 2006 года КГПУ занимал 168 место, в 2007 — 192. В рейтинге 2010 года университет занял 200-е место. После этого, вплоть до 2015 года, университет оценивался совместно с КНУ.
Во всемирном рейтинге Webometrics, который анализирует уровень представленности вузов в интернете, Криворожский педагогический институт имеет свой собственный (отдельный) рейтинг и по состоянию на 2015 год занимает 176 место среди высших учебных заведений Украины (13217 место в мире).

## Сотрудничество
Университет сотрудничает, преимущественно, с вузами ближнего зарубежья:
- Белорусский государственный университет (Белоруссия);
- Брестский государственный университет (Белоруссия);
- Могилёвский государственный университет (Белоруссия);
- Рурский университет (Германия);
- Университет информатики и искусств (Польша);
- Силезская политехника (Польша);
- Тульский государственный педагогический университет имени Л. Н. Толстого (Россия);
- Научно-исследовательский центр «Райан» (США).

## Награды
- Почётная грамота Президиума Верховного Совета УССР (1975);
- Диплом 2-й степени главного комитета ВДНХ СССР (1983)[14].